# Amtsgericht Vörden
Das Amtsgericht Vörden zu Malgarten war ein Gericht der ordentlichen Gerichtsbarkeit in Vörden.
Nach der Revolution von 1848 wurde im Königreich Hannover die Rechtsprechung von der Verwaltung getrennt und die Patrimonialgerichtsbarkeit abgeschafft.
Das Amtsgericht wurde daraufhin mit der Verordnung vom 7. August 1852 die Bildung der Amtsgerichte und unteren Verwaltungsbehörden betreffend als königlich hannoversches Amtsgericht gegründet.
Es umfasste das Amt Vörden zu Malgarten.
Das Amtsgericht war dem Obergericht Osnabrück untergeordnet. Mit der Annexion Hannovers durch Preußen wurde es zu einem preußischen Amtsgericht in der Provinz Hannover. Im Jahre 1879 wurde es als Amtsgericht Malgarten fortgeführt.